# Coma Berenícidas

Coma Berenícidas.

Las Coma Berenícidas son una lluvia de meteoros menor que ocurre anualmente entre finales de diciembre y comienzos de enero, con un pico de actividad hacia el 18 de diciembre. Su radiante se encuentra en la constelación de Coma Berenices, de donde toma su nombre.

## Origen y características
El origen de las Coma Berenícidas no está claramente establecido. Algunos estudios las vinculan con restos de cometas extintos o fragmentados, aunque no se ha identificado un cuerpo progenitor con certeza.
El radiante de esta lluvia se localiza en la constelación de Coma Berenices, cerca del cúmulo estelar abierto Melotte 111. Los meteoros asociados con las Coma Berenícidas suelen ser rápidos, con velocidades de entrada atmosférica cercanas a los 65 km/s, y en su mayoría débiles.

## Actividad y visibilidad
La actividad de las Coma Berenícidas es débil en comparación con lluvias más intensas. Su tasa horaria zenital (ZHR) rara vez supera los 3 meteoros por hora, lo que las convierte en una lluvia poco destacada para observadores ocasionales.
El periodo de actividad se extiende aproximadamente desde el 12 hasta el 23 de diciembre, siendo observable en las primeras horas de la madrugada, cuando el radiante se eleva sobre el horizonte.

## Observación
Debido a su baja tasa de meteoros, las Coma Berenícidas no son una lluvia prioritaria para observaciones casuales. Sin embargo, pueden ser de interés para observadores experimentados y científicos que monitorean lluvias menores.
Para observarlas se recomienda alejarse de fuentes de luz artificial y mirar hacia la zona noreste del cielo en las últimas horas de la noche. Las condiciones ideales se dan en ausencia de luz lunar y con cielos despejados.

## Importancia científica
A pesar de su baja actividad, las Coma Berenícidas son objeto de estudio en el contexto de lluvias meteóricas menores, ya que pueden proporcionar información sobre restos antiguos en el sistema solar interior. Su aparición anual y consistencia en el radiante las convierte en una fuente útil para análisis orbitales y simulaciones de enjambres meteoroidales.